# Chất độc hóa học
Chất độc hóa học là hợp chất hóa học khi xâm nhập vào thực thể sống (người, động vật, thực vật) sẽ làm rối loạn các quá trình sinh hóa cơ bản bảo đảm cho các hoạt động sống bình thường của thực thể đó.

## Đặc trưng
- Tính độcː Biểu thị bằng các liều độc (liều tử vong trung bình qua đường hô hấp), liều tử vong trung bình qua da, đường tiêu hóa; liều mất sức chiến đấu trung bình và liều ngưỡng trung bình.[1]
- Tính bền vữngː Thời gian bị phân hủy thành chất không độc và thời gian tác động (kể từ lúc xâm nhập vào cơ thể đến lúc xuất hiện triệu chứng trúng độc).[1]

## Phân loại[1]
- Các đặc tính lí - hóa (độ hòa tan, độ bay hơi, độ nhớt...)
- Quyết định trạng thái sử dụng chất độc ở thể khí, hơi, xon khí hay giọt lỏng.
- Căn cứ vào xuất xứ có chất độc hóa học: nguồn gốc động vật (nọc ong, rắn, nhện, bò cạp...), nguồn gốc thực vật (ancaloid, độc tố ricin, micotoxin...), nguồn gốc khoáng vật (asen, thủy ngân, chì...), chất độc tổng hợp hóa học (hợp chất cơ photpho, dẫn xuất của axit phenoxy axetic axit...).
- Theo lĩnh vực sử dụng, có: chất độc quân sự, chất độc nông nghiệp, y dược, công nghiệp...
- Theo mục đích sử dụng, có: chất độc diệt cây, chất diệt trùng, chất diệt côn trùng, chất diệt nấm...
- Ngoài ra, trong số hơn 80.000 hóa chất được dùng rộng rãi, một số chất trong chúng là các chất độc.

## Yếu tố phân bố[1]
Tính độc của chất độc hóa học phụ thuộc vào cấu trúc hóa học, trạng thái vật lí, độ hòa tan, đường xâm nhập và những đặc điểm của cơ thể sống. 
Sự phân bố chất độc trong cơ thể phụ thuộc vào 3 yếu tố: 
- Yếu tố không gian (đường xâm nhập và sự phân tán chất độc trong cơ thể theo sự chuyển động của máu)
- Yếu tố thời gian (tốc độ xâm nhập, sự phân hủy và bài tiết chất độc ra khỏi cơ thể)
- Yếu tố nồng độ (nồng độ chất độc hóa học hoặc chất chuyển hóa của chất độc nhưng vẫn còn độc).
- Cơ sở tác dụng của chất độc hóa học là phản ứng hóa học của chất độc với các chất có trong thành phần của tế bào và mô của cơ thể, cũng như với các chất tham gia vào sự trao đổi chất ở mô.

## Đánh giá
Có các mức đánh giá độc tính của chất độc hóa học như: độc tính nguy hại, độc tính nguy cấp (hiệu quả tác động sau 90 ngày) và độc tính kinh niên (kết quả tác động sau một chu kì sử dụng thuốc) hoặc chất độc bản chất (một lượng nhỏ cũng gây độc) và chất độc theo liều lượng (nồng độ cao mới gây độc). Độc tính nguy hại là hiệu quả tác động một liều hay nhiều liều, sau một thời gian ngắn sử dụng (thời gian tác động quy định là 24 giờ).
Đánh giá độ độc nguy hại bằng liều độc tử vong qua đường hô hấp LC50 và liều độc tử vong qua da, đường tiêu hóa LD50 (LD50 = 100 mg/kg thể trọng là độ độc mạnh; LD50 = 100-300 mg/kg thể trọng là độ độc trung bình; LD50 > 300 mg/kg thể trọng là ít độc).
Khi tương tác với thực thể sống, chất độc hóa học có thể gây tổn thương tại chỗ nơi tiếp xúc với chất độc hoặc gây tổn thương ở xa nơi tiếp xúc do hiện tượng hấp thụ chất độc của thực thể sống:
- Trong máu: khi nhiễm độc chì, benzen, các dẫn xuất amin vòng thơm làm giảm pH của huyết tương, hạ thấp dự trữ kiềm và tăng kali huyết tương, làm đông hoặc tan máu, phá hủy hồng cầu; khi trúng độc clo, photgen, clopicrin tăng hồng cầu; khi trúng độc benzen giảm bạch cầu, tiểu cầu.
- Trong bộ máy tiêu hóa: gây nôn mửa khi bị trúng độc Hg, thuốc phiện, hợp chất cơ photpho do chất độc tác động lên hệ thần kinh gây co bóp mạnh cơ hoành.
- Trong gan: không có chất độc nào không gây tổn thương ở gan như xơ gan, thoái hóa mỡ… trên tim mạch: tăng hoặc giảm nhịp tim hoặc dao động thất thường, thậm chí có thể làm cho tim ngừng đập.
- Trên thận: các chức năng của thận đều chịu tác động của chất độc, làm tăng ure và albumin trong nước tiểu, gây viêm thận.
- Trên hệ thần kinh: hầu hết các chất độc hóa học đều ít nhiều gây tác hại lên hệ thần kinh, gây rối loạn chức năng vận động hoặc cảm giác, làm mất phản xạ, tác động lên hành tủy gây ngừng thở, một số chất độc tác động lên hệ giao cảm gây giãn hoặc co đồng tử.
- Lên bộ máy hô hấp: chất độc có thể gây tác hại tại chỗ hoặc toàn thân; gây ho kèm theo chảy nước mắt, mũi, nước bọt; gây khó thở, ngạt thở, phù phổi tới mức ngừng thở.

Các yếu tố môi trường như nhiệt độ, độ ẩm không khí, áp suất khí quyển có ảnh hưởng lên tính độc của chất độc. Một số chất độc có thời kì tác động ẩn (ủ bệnh) và tích lũy. Nguyên nhân gây tổn thương của chất độc hóa học là do phản ứng hóa học của chúng với các nhóm chức có trong thành phần của tế bào và mô.

## Đào thải chất độc
Chất độc có thể được đào thải tự nhiên qua đường hô hấp (CO2, H2S, HCN, rượu, thuốc mê); qua đường tiêu hóa, cơ quan chủ yếu đào thải chất độc: từ cơ thể chất độc chuyển qua gan, mật, nhanh chóng đi vào ruột và đào thải qua phân, nước tiểu.
Ngoài ra, mồ hôi, tuyến sữa, nước bọt cũng là nơi đào thải chất độc. Có thể loại bỏ chất độc ra khỏi cơ thể bằng cách gây nôn, rửa dạ dày, dùng thuốc tẩy, thụt tháo, hô hấp nhân tạo, truyền dịch vào tĩnh mạch, lọc máu, chích máu.
Việc điều trị trúng độc dựa trên những nguyên tắc sau: thải loại chất độc ra khỏi cơ thể (điều trị tích cực), kịp thời sử dụng thuốc giải độc thích hợp và điều trị sinh bệnh học (điều trị tăng cường) và dự báo những hiện tượng xấu tiếp theo.
Chất độc hóa học xâm nhập vào cơ thể chủ yếu qua đường hô hấp, tiêu hóa và ở mức độ thấp hơn qua da và niêm mạc. Để phòng, chống phải tiến hành các biện pháp: phát hiện, tiêu độc, giải độc và sử dụng các phương tiện phòng hóa cá nhân và tập thể (mặt nạ phòng độc, khí tài phòng da, phương tiện đề phòng tập thể...).
Đánh giá mức độ trúng độc của nạn nhân và khám nghiệm tử thi do chất độc gây nên là công việc của cơ quan giám định pháp y.